# Pjotr-Stolypin-Denkmal (Kiew)

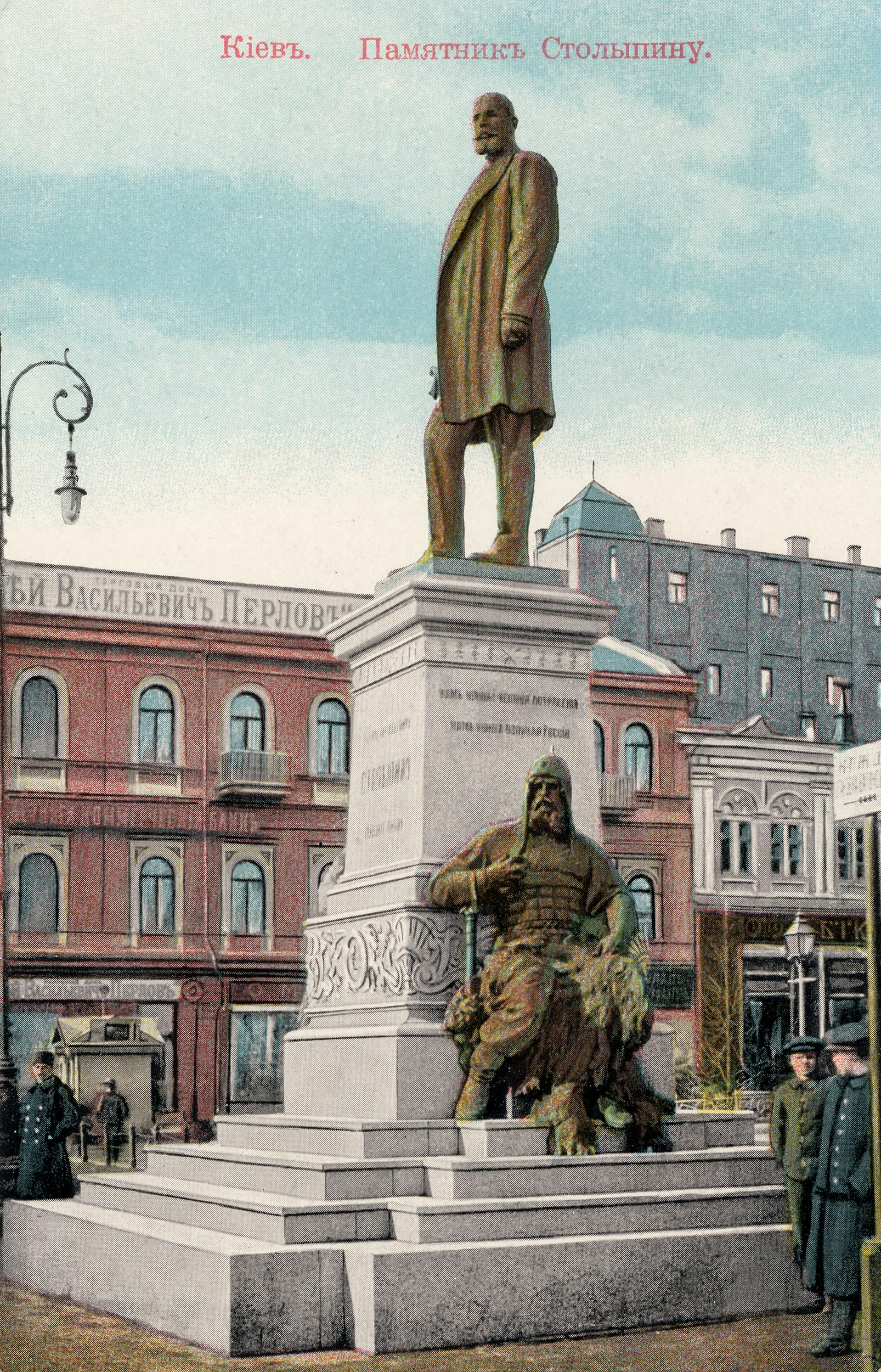
Kiew, Stolypin-Denkmal

Das Pjotr-Stolypin-Denkmal war ein Denkmal für den russischen Premierminister Pjotr Arkadjewitsch Stolypin, der am 5. Septemberjul. / 18. September 1911greg. in Kiew an den Folgen eines Attentates verstarb. Das am 6. September 1913 enthüllte Denkmal wurde im Zentrum der Hauptstadt des damaligen russischen Generalgouvernements Kiew auf dem Platz der Duma, heute Maidan Nesaleschnosti, errichtet und bereits wieder nach der Februarrevolution 1917 demontiert.

## Vorgeschichte
Stolypin, der zusammen mit dem russischen Kaiser Nikolai II. zur Einweihung des Denkmals für Alexander II. in Kiew weilte, wurde am 1. September im Kiewer Opernhaus durch zwei Pistolenschüsse schwer verletzt und starb wenige Tage später in Kiew. Seinem letzten Willen entsprechend, wurde er im Kiewer Höhlenkloster bestattet.
Bereits kurze Zeit nach seinem Tod fasste die städtische Duma den Beschluss, ein Denkmal zu Ehren Stolypins zu errichten. Ursprünglich war eine Aufstellung gegenüber dem Ort des Attentates, dem Kiewer Opernhaus, geplant. Die Witwe Stolypins sprach sich jedoch dagegen aus. Daher wurde für die Aufstellung des Denkmals der Platz vor dem Gebäude der städtischen Duma am Kreschtschatik ausgewählt. Durch Spenden konnten für den Bau des Denkmals 120.000 Rubel gesammelt werden, davon spendete 20.000 Rubel der Kaiser persönlich.

## Beschreibung

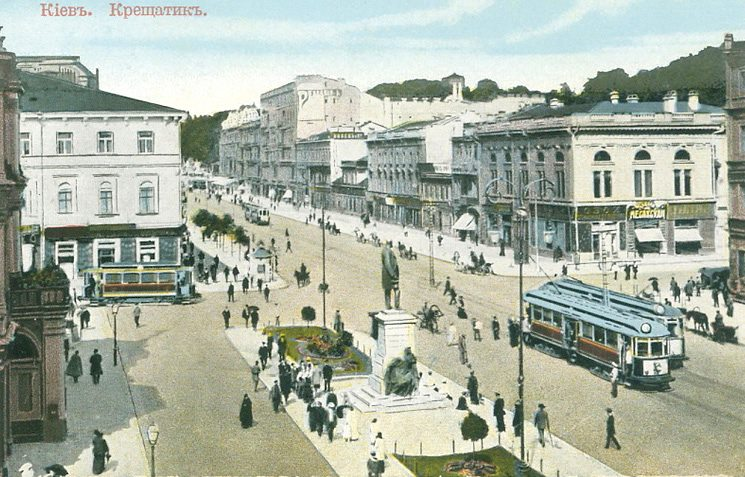
Ansicht des Platzes vor der Duma und der Kreschtschatiks

Die Statue aus Bronze zeigte den überlebensgroß dargestellten Stolypin in aufrecht stehender lockerer Haltung. Seine Höhe betrug mit Sockel ca. 8,5 m. Der Sockel bestand aus hellgrauem Granit. An den Seiten des Sockels befanden sich allegorische Figuren: links eine russische Frau, rechts ein russischer Recke. Der Sockel war auf allen Seiten mit Inschriften versehen. An der Vorderseite waren die Worte

«Петру Аркадьевичу Столыпину — русскie люди»

„An Pjotr Arkadjewitsch Stolypin – das russische Volk“

zu lesen.
An den Seiten des Sockels befanden sich Zitate Stolypins. Über der russischen Frau

«Твердо верю, что затеплившійся на западе Россіи светъ русской національной идеи не погаснетъ и вскоре озаритъ всю Россію»

„Ich bin fest davon überzeugt, dass das Licht der russischen Nationalidee, das sich im Westen Russlands erwärmt hat, nicht erlöschen und bald ganz Russland erleuchten wird“

und über dem russischen Recken

«Вамъ нужны великія потрясенія, — намъ нужна великая Россія»

„Sie brauchen große Erschütterungen – wir brauchen ein großes Russland“

Die Inschrift auf der Rückwand lautet

«Родился 2-го апреля 1862 года въ Москве. Жизнь посвятилъ служенію родине. Палъ от руки убійцы 1-5-го сентября 1911 г. въ Кіеве»

„Geboren am 2. April 1862 in Moskau. Er widmete sein Leben dem Dienst am Vaterland. Vom 1. bis 5. September 1911 in Kiew einem Mörder zum Opfer gefallen“

## Bau des Denkmals

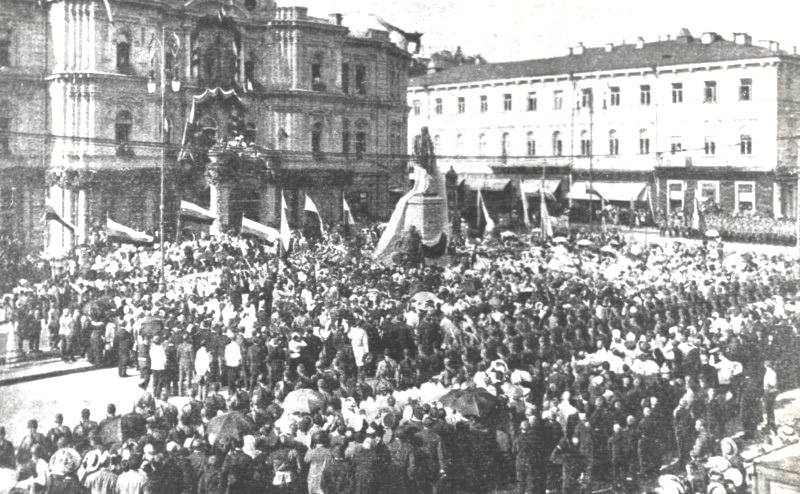
Einweihung des Denkmals

Das Denkmal wurde vom italienischen Bildhauer Ettore Ximenes gestaltet, der bereits das Denkmal für Alexander II. geschaffen hatte. Ximenes war Stolypin nur einmal, am Abend des Attentates, persönlich begegnet. Er verzichtete auf das Honorar für sein Werk. Architekt des Projektes war der russische Architekt Ippolit Nikolajew, der mit Ximenes bereits beim Bau des Denkmals für Alexander II. zusammengearbeitet hatte.
Der Bau des Denkmals begann 1912, und am zweiten Todestags Stolypins, dem 6. September 1913, wurde das Denkmal feierlich eingeweiht.

## Abbau und Verbleib

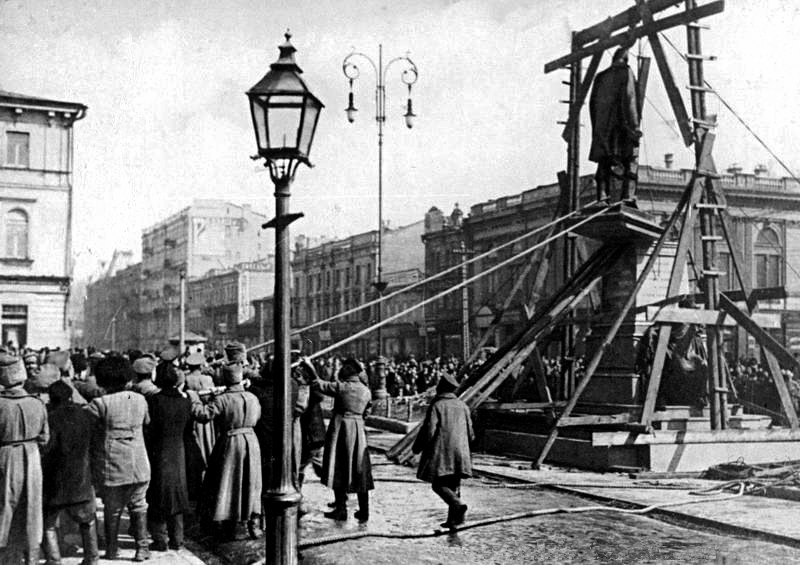
Abriss des Denkmals 1917

Das Denkmal wurde bereits nach vier Jahren im Zuge der Februarrevolution am 3. Märzjul. / 16. März 1917greg. beseitigt. Vor dem Denkmal fand eine von den Revolutionären organisierte Versammlung eines sogenannten Volksgerichtes statt. Die Statue wurde einige Zeit im Kiewer Werk Arsenal aufbewahrt, dann eingeschmolzen. Die beiden allegorischen Figuren sollten ebenfalls eingeschmolzen werden und wurden in das Werk Arsenal verbracht. Später wurden sie jedoch an das Lavra-Museumsreservat übergeben, dort sind sie spurlos verschwunden.
Auf dem Sockel wurde eine Gipsstatue von Karl Marx aufgebaut, die jedoch bereits im Herbst 1919 von den Anhängern Denikins zerstört wurde. 1922, nach Festigung der Sowjetmacht in der Ukraine, wurde eine neue Statue von Marx, diesmal im kubistischen Stil, aufgestellt. Sowohl Sockel, als auch das Karl-Marx-Denkmal und das dahinterliegende Gebäude der städtischen Duma wurden im Zweiten Weltkrieg zerstört, der Platz nach 1945 umgestaltet.